# Mileva
Mileva je žensko osebno ime.

## Izvor imena
Ime Mileva je različica ženskega osebnega imena Milena.

## Pogostost imena
Po podatkih Statističnega urada Republike Slovenije je bilo na dan 31. decembra 2007 v Sloveniji število ženskih oseb z imenom Mileva: 179.

## Osebni praznik
Osebe z imenom Mileva lahko godujejo takrat kot osebe z imenom Milena.

## Znane osebe
- Mileva Marić, srbska matematičarka, prva žena Alberta Einsteina